# Битка код Киносеме
Битка код Киносеме је поморска битка између Атине и Спарте, а одиграла се на Хелеспонту 411. п. н. е. То је била једна од битака Пелопонеског рата.
У то време у Атини се десио олигархијски преврат. Атинска флота са Самоса је била против тог олигархијског преврата.
Пелопонеска флота под водством Спарте била је стационирана у Милету и чекала је феинчанску флоту, која је била задржана од стране Алкибијада, што Спартанци нису знали. Спартански генерал Миндар испловљава са 73 брода према Хиосу, што наводи Атињане да се покрену са 55 бродова са Самоса.
Атињанима се касније прикључују додатни бродови, тако да их има 76. И Спартанцима се прикључују додатни бродова, па имају 86 бродова.
Атински бродови су запловили према Хелеспонту, кад су сазнали за кретање Пелопонешке флоте. Код флоте Пелопонежана Сиракужани су били на левом крилу, а Спартански бродови на десном крилу. Код Атинске формације Трасил је командовао левом, а Трасибул десном страном. Покушавали су једни друге да закриле, тако да су доста растегли своје линије.
У почетку су Спартанци успели проћи кроз центар атинске линије, али Трасибул је успео реорганизовати позиције атинских бродова и почео је гањати Спартанске бродове, који су сад били ван формације. Спартански бродови су се повукли, а онда су то учинили и сиракушки. Атињани су ухватили 21 брод. Остали су побегли. Атињани су изгубили 15 бродова.
Атинска победа је помогла свргавању олигархије у Атини.